# Antonio Parra Cabrera
Antonio Parra Cabrera (Orcera, 28 de enero de 1926 - Madrid, 7 de junio de 2004) fue un poeta, escritor y abogado español. Llega a Úbeda a la edad de cinco años y, desde entonces, Úbeda es su pueblo, su «preocupación», «su vida».

## Biografía
En Úbeda realiza sus primeros estudios, en ella es aprendiz de farmacia y de telegrafista en Santiago de la Espada. Estudia en los colegios de la Sagrada Familia, en el de Cristóbal Cantero y el bachillerato en el Instituto de Enseñanza Media de Baeza. Aprueba el examen de Estado en la Universidad de Granada y cursó los estudios de Derecho en la Universidad Central de Madrid. Terminada la carrera, gana por oposición la plaza de oficial mayor letrado del Ayuntamiento de Úbeda, desempeñándola durante siete años. 
Es diplomado en Archivos y Bibliotecas y seleccionado por los gobiernos español y paraguayo para ocupar la plaza de profesor de Literatura en la Universidad Nacional de Asunción y hacerse cargo del Archivo Histórico Nacional de Paraguay, pero, por razones familiares declina la oferta. Ha sido director de «La Voz de Úbeda», emisora de radio donde creó y realizó diferentes programas culturales e informativos. Es autor de las letras de Aceituna Verde y Al aire y al sol, canciones populares incorporadas al Cancionero de Úbeda a las que puso música el compositor Emilio Sánchez Plaza. 
En 1953 interviene en la Fiesta de la Poesía de Úbeda, dedicada al poeta Manuel de Góngora. En el año 1957 es premiado con la Flor Natural en la V Fiesta de la Poesía por el poema Canto al Mediterráneo. En 1959, la revista Noticias de actualidad —que patrocina la Embajada de Estados Unidos en España— le destaca con el tercer premio por su trabajo El caballero de la triste figura en el concurso convocado con el tema ensayos sobre Abraham Lincoln. 

Durante años participa activamente en la Revista Vbeda, publicando diversos artículos y poesías. Cultiva además otros géneros como el de guiones cinematográficos, recibiendo el primer premio por su trabajo para un cortometraje de la Caja Postal de Ahorros. Recibe, así mismo, el premio del Ministerio de Educación Nacional por su artículo Cinco mil hombres callados. Ha sido corresponsal informativo de los diarios Patria de Granada y África deportiva de Tánger. Ha realizado trabajos de investigación sobre la Novísima Recopilación de la Leyes de España y sobre el Fuero de Cuenca. Ha actuado como pregonero de la Semana Santa de Úbeda en los años 1956, 1973 y 1985 y de la Fiestas de la Vendimia de La Rioja en el año 1973.

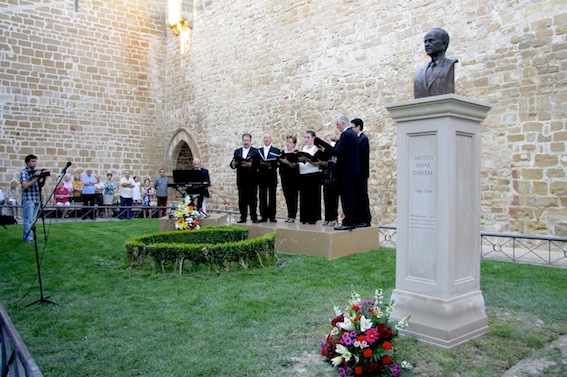
El día de la inauguración del monumento.

Colaboró en el Diario Jaén y fue fundador de la revista Gavellar y la casa de Úbeda en Madrid. En 1986 fue nombrado Hijo adoptivo de Úbeda por decisión del Ayuntamiento de la ciudad por sus méritos, entre otros, por ser el autor de la letra del Himno de Úbeda, con música del profesor Emilio Sánchez Plaza

## Homenaje y monumento
El 4 de julio de 2014, con motivo del décimo aniversario de su muerte, el Ayuntamiento de Úbeda erige un busto en su memoria los jardines de la Calle Cava, junto al Torreón del Portillo del Santo Cristo, en el espacio que ocupó su casa durante la juventud.
La obra es del maestro Paco Tito y en ella se pueden leer los primeros versos del Himno de Úbeda.
Como parte de la conmemoración y recuerdo se publicó una antología de su obra con el nombre de Decirte lo que pienso, lo que vivo.

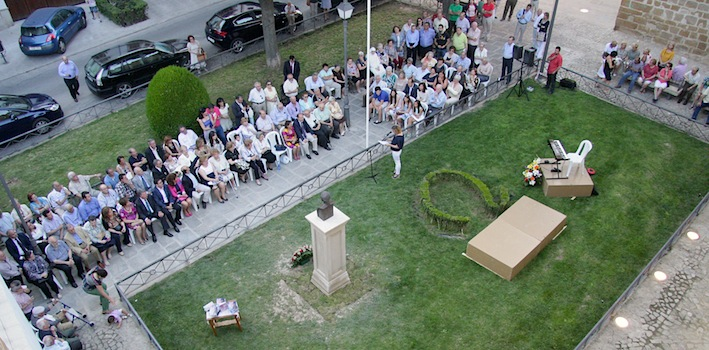
El día de la inauguración.

## Obra

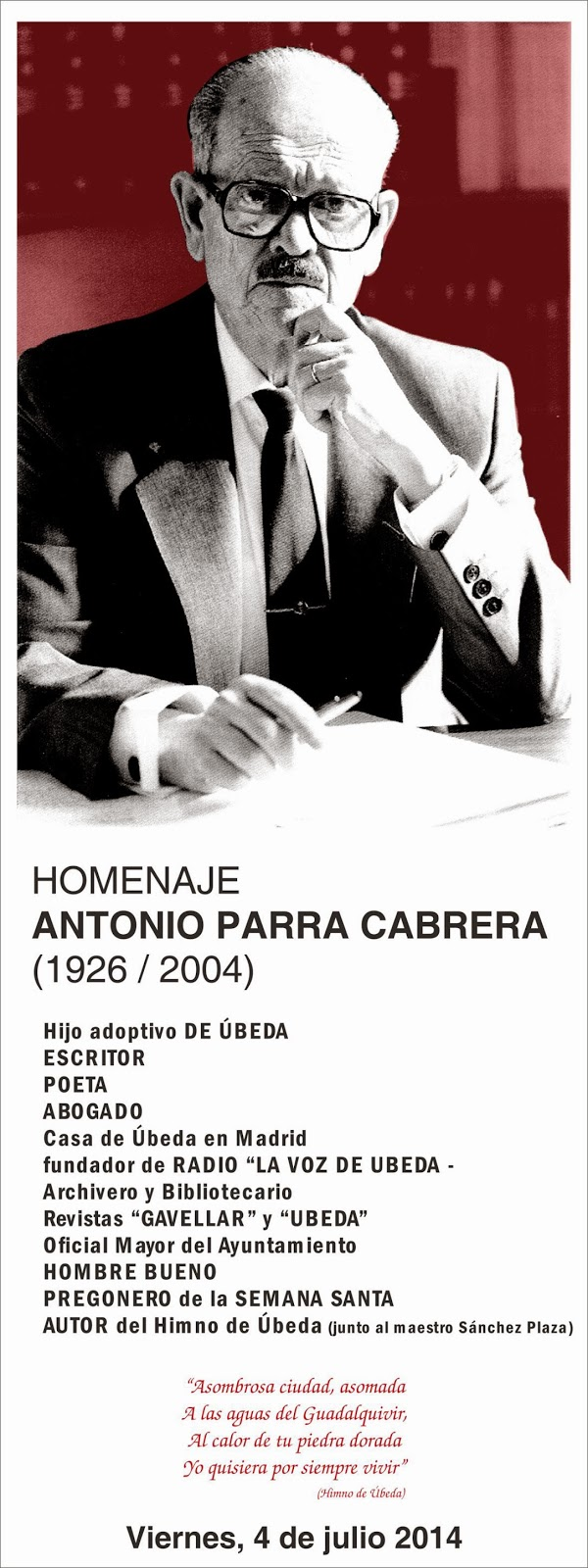
Cartel del acto de homenaje.

| Los Saltos de Doña Aldonza y Pedro Marín | La Sabana                                                  | Aceituna Verde                            |
| Al Aire y al sol                         | Almanaque del enlace                                       | Amor de Cada día                          |
| Año nene                                 | Aquella canción primera                                    | Atención                                  |
| Aviso de interés                         | Benedicta tu in mulieribus                                 | Canción de corro con la muerte            |
| Canción para dormir a un rey mago        | Canción para la muchacha que canta una nana                | Canto a Europa                            |
| Canto al Mediterráneo                    | Cara y Cruz                                                | Carta a mi hermano Luis                   |
| Cartas de marear                         | Catón moderno, para uso de adultos envenenados por la vida | Ciego en Gaza                             |
| Cinco mil hombres callados               | El Circo                                                   | La Civilización y la cueva                |
| Con los ojos entornados…                 | La consolación de Barcelona                                | La consolación de la feria de 1961        |
| La consolación de la Navidad             | La consolación de la voz baja                              | La consolación del estudiante             |
| Cristo en la calle Montiel               | El desconsuelo de la Geografía                             | El desconsuelo de la Historia             |
| El desconsuelo de la Zoología            | El desconsuelo del automóvil                               | El desconsuelo del reloj                  |
| El desconsuelo del teléfono              | El desconsuelo del Tenorio                                 | Diccionario hasta cierto punto            |
| Diez años de la cultura ubetense         | Elegía                                                     | Ernesto Hemingway, Nóbel 1954             |
| La Expiración en Chamartín               | La Feria                                                   | Gibraltar                                 |
| Gloria                                   | Hoy nuestra página tiene dos cruces                        | La ilusión en llamas                      |
| Jesús en brazos de su Madre              | Juan Guillermo Ukridge                                     | Madrid                                    |
| El más grande                            | Memoria del Agua                                           | El nene, ese archigallo                   |
| Norteamérica                             | La novia triste                                            | Oración para la Virgen de Mayo            |
| Oración para un hombre en la noche       | Oración para una semana de angustia                        | Pero, ¿es posible?                        |
| Poema a un Ballestero                    | Poema de la Virgen que corre                               | Poema para decirte…                       |
| El Pretorio                              | Propaganda de la cultura                                   | Psiquis. Tragedia en medio acto y un acto |
| Reloj de Sol                             | Romance a los ojos verdes de una modistilla                | Sancho Panza de la Mancha                 |
| ¡El siguiente!                           | Tarjeta para Enrique                                       | Tiempo sin ti                             |
| Los Toros                                | Tu clavel                                                  | Tu Fiebre                                 |
| Tu sombrero                              | ¡Tú!                                                       | Vidas perpendiculares                     |
| Visto                                    | Un toro, dos toros, tres toros, cuá…                       | Amiens, 18                                |
| Bonn, 10                                 | ¿Cuándo?                                                   | Londres, 23                               |
| Carta de Madrid                          | Cartas a vivos y muertos                                   | Un patio                                  |
| El alma de paseo                         | Un romano en los cerros                                    | Las puertas                               |
| Un poblador de mi infancia               | Homenaje a la Virgen                                       | La ciudad las cúpulas                     |

### Cancionero
| Al Aire y al Sol |
| Aceituna Verde   |
| Himno de Úbeda   |

## Premios y reconocimientos
- Pregonero de la Semana Santa de Úbeda (1956)
- Fiesta de la poesía de Úbeda (Flor Natural, 1957)
- Notas acerca del substratum humano en la Novísima recopilación (1957)
- Ensayos sobre Abrahan Lincoln (Tercer Premio, 1959)
- Ministerio de Educación Nacional (1960)
- Pregonero de la Semana Santa de Úbeda (1973)
- Pregonero de la Fiesta de la Vendimia de la Rioja (1973)
- Pregonero de la Semana Santa de Úbeda (1985)
- Hijo adoptivo de Úbeda (1986)